# Francisco María González y Arias
Francisco María González y Arias (* 12. August 1874 in Cotija, Jalisco; † 20. August 1946 in Cuernavaca) war ein mexikanischer Geistlicher und römisch-katholischer Bischof von Cuernavaca.

## Leben
Francisco María González y Arias empfing am 4. April 1897 das Sakrament der Priesterweihe.
Am 21. April 1922 ernannte ihn Papst Pius XI. zum Bischof von Campeche. Der Erzbischof von Antequera, José Othón Núñez y Zárate, spendete ihm am 11. Juni desselben Jahres die Bischofsweihe; Mitkonsekratoren waren der Bischof von Veracruz-Jalapa, Raphael Guizar Valencia, und der Bischof von Chihuahua, Antonio Guízar y Valencia. Die Amtseinführung erfolgte am 22. August 1922. Am 30. Januar 1931 ernannte ihn Pius XI. zum Bischof von Cuernavaca. Die Amtseinführung fand am 6. Mai desselben Jahres statt.